# Batman: Początek
Batman: Początek (ang. Batman Begins) – amerykański-brytyjski film fabularny z 2005 roku w reżyserii Christophera Nolana na podstawie serii komiksów o  Batmanie wydawnictwa DC Comics. Kolejna część serii filmów z Batmanem oraz pierwsza, w której główną rolę zagrał Christian Bale. Opowiada o dzieciństwie bohatera, jego pobycie na Dalekim Wschodzie oraz początkach działalności człowieka-nietoperza.

## Fabuła
Bruce Wayne jeszcze jako dziecko przeżył koszmar – zabito mu rodziców. Teraz spotykamy go siedzącego w bhutańskim więzieniu. Odnajduje go tam Henri Ducard, który podaje się za członka „Ligi Cieni”, którego przywódcą jest „Ra’s al Ghul” i proponuje mu dołączenie do organizacji. Bruce zgadza się, lecz przed przystąpieniem do ligi musi dotrzeć do miejsca gdzie się znajduje, po drodze zdobywając kwiat, który zostanie użyty podczas sprawdzianu inicjacji. Wayne po dotarciu zostaje przeszkolony przez tego samego człowieka, który dał mu propozycję przystąpienia do organizacji. Bruce uczy się sztuk walki, poznaje tajniki ligi, uczy się być „niewidzialnym”. Na koniec treningu zostaje poddany sprawdzianowi, który zdaje, ale na koniec inicjacji musi zabić przestępcę.
Wayne jednak odmawia; wtedy dowiaduje się, że został wybrany do poprowadzenia członków ligi na Gotham i nie ma już odwrotu. Wtedy Bruce zabija przywódcę „Ra’s al Ghula” i niszczy siedzibę ligi oraz ratuje swojego trenera od upadku z urwiska.
Wayne wraca do zapuszczonego Gotham City i postanawia odmienić jego oblicze. Poznaje tam wynalazcę, Luciusa Foxa, którego odkrycia przyczyniają się do przemiany w Batmana i pokonania odwiecznego strachu przed nietoperzami. Spotyka tam także swoją przyjaciółkę z dzieciństwa, która teraz jest panią prokurator, próbującą zrobić coś ze swoim miastem. Z pomocą Rachel, Luciusa, Jima Gordona i lokaja Alfreda staje się Batmanem i po walce ze zwyczajnymi bandytami staje do walki z obłąkanym Jonathanem Crane, który za pomocą maski i trującego gazu staje się złoczyńcą o pseudonimie Strach na Wróble. Gdy go pokonuje, okazuje się, że Crane był tylko czyimś sługą. Tym kimś okazuje się prawdziwy Ra’s al Ghul, którym jest Ducard, gdyż tamten zabity w siedzibie Ligi Cieni był tylko dublerem. Wraz ze swoimi pomocnikami chce zniszczyć Gotham City. W dodatku Crane truje Rachel. Jim Gordon szuka odtrutki, ponieważ za pomocą tej trucizny al Ghul zamierza zniszczyć Gotham City. Ostatecznie Ra’s al Ghul ginie w wybuchu pociągu, a Strach na Wróble trafia do psychiatryka Arkham. Nie jest to jednak szczęśliwe zakończenie, gdyż willa Wayne’ów została doszczętnie zniszczona.

## Obsada
- Christian Bale – Bruce Wayne / Batman
- Michael Caine – Alfred Pennyworth
- Liam Neeson – Henri Ducard / Ra’s al Ghul
- Katie Holmes – Rachel Dawes
- Gary Oldman – Jim Gordon
- Morgan Freeman – Lucius Fox
- Cillian Murphy – doktor Jonathan Crane / Strach na Wróble
- Tom Wilkinson – Carmine Falcone
- Rutger Hauer – Earle
- Ken Watanabe – fałszywy Ra’s al Ghul
- Mark Boone Junior – detektyw policji Flass
- Linus Roache – Thomas Wayne
- Sara Stewart – Martha Wayne
- Larry Holden – Finch
- Gerard Murphy – sędzia Faden
- Colin McFarlane – komisarz Gillian B. Loeb
- Richard Brake – Joe Chill
- Tim Booth – Victor Zsasz
- Ilyssa Fradin – Barbara Gordon
- Rade Šerbedžija – bezdomny
- Jack Gleeson – chłopiec

Źródło:

## Produkcja

### Rozwój projektu
| „Nie można było po prostu przejść od Batmana 4 do Batmana w kinie 18 miesięcy lub dwa lata później. Myślę, że był naturalny okres oddechu.”– Jeff Robinov |

W 1998 roku Warner Bros., po porażce finansowo-krytycznej Batmana i Robina (1997) oraz wstrzymaniu – na trzy miesiące przed rozpoczęciem zdjęć – przez prezesa ds. produkcji, Lorenzo di Bonaventurę, projektu Superman Reborn reżyserowanego przez Tima Burtona z Nicolasem Cage’em w roli Supermana, zdecydowało się zawiesić dalsze plany filmowe związane z serią o Batmanie, w tym planowany przez Joela Schumachera film Batman Unchained wedle wstępnego scenariusza Marka Protosevicha. Jak wspominał dla Los Angeles Times Jeff Robinov, wytwórnia szukała „właściwego podejścia”. Schumacher wciąż był planowany jako reżyser piątej części serii, jednak sam uważał, że przy swoich filmach obrał zły kierunek przez kampowy ton i zbytnie skupienie się na familijnym targecie, więc kolejnym filmem chciał zrekompensować się fanom komiksowego Batmana: „Uznałem, że rozczarowałem wielu starszych fanów, będąc zbyt świadomym aspektu rodzinnego. (...) Teraz jestem winien zagorzałym fanom film o Batmanie, który chcieliby, żebym im dał”. 
1 lipca 1998 roku Schumacher powiedział dla serwisu E! Online, że rozmawiał z di Bonaventurą o możliwości stworzenia następnego filmu z Batmanem. „Zrobiłbym to tylko na znacznie mniejszą skalę, z mniejszą ilością złoczyńców i wierniej oddając charakter komiksów”. Jego uwagę zwrócił komiks Batman: Rok pierwszy, opublikowany w magazynie komiksowym Batman (vol. 1) #404-407 w 1987 roku, opowiadający o początkach działalności Batmana, głównie z perspektywy Jamesa Gordona. 
W tym samym czasie scenarzyści Lee Shapiro i Stephen Wise opracowali scenariusz zatytułowany Batman: DarKnight, który miał kontynuować serię zapoczątkowaną przez Burtona i kontynuowaną przez Schumachera. Shapiro i Wise planowali stworzyć całą trylogię, jednak ich scenariusz, krążący między różnymi decydentami, został ostatecznie odrzucony pod koniec 2000 roku przez Jeffa Robinova, który zastąpił Toma Lassally’ego jako dyrektora ds. rozwoju projektów związanych z Batmanem. Decyzja ta była konsekwencją zmiany strategii Warner Bros., które postanowiło całkowicie zamknąć dotychczasową serię i podejść do postaci Batmana na nowo. „To właśnie wtedy pojawiło się pojęcie rebootu. Oni po prostu chcieli zacząć od nowa” – mówił Wise. 
Latem 2000 roku Warner Bros. rozpoczął rozmowy z Darrenem Aronofskym ws. reżyserii ekranizacji Batmana: Roku pierwszego. Jak Aronofsky powiedział dla Entertainment Weekly, chciał „nadać Batmanowi niezależny, partyzancki posmak”. Widział także, żeby jego filmowa interpretacja Batmana miała nastrój i poziom akcji podobny do miniserii komiksowej Batman. Powrót mrocznego rycerza (1986). Odrzucił proponowany przez studio treatment Scotta Rosenberga „jako zbyt wierny materiałowi źródłowemu”. James DeMonaco i Kevin Fox zostali poproszeni o napisanie nowego treatmentu do Batmana: Roku pierwszego. We wrześniu tego samego roku oficjalnie potwierdzono Aronofskyego i Franka Millera, autora komiksowego oryginału, jako współscenarzystów Batmana: Roku pierwszego. Spodziewano również, że Aronofsky obejmie stanowisko reżysera. Równocześnie Warner Bros. ogłosił plany aktorskiego remake’u serialu animowanego Batman przyszłości (1999–2001). Jego twórcy i scenarzyści, Paul Dini i Alan Burnett, mieli odpowiadać za scenariusz i konsultować z pisarzem fantastyki naukowej Nealem Stephensonem, specjalizującym się w cyberpunku. Boaz Yakin miał objąć obowiązki reżyserskie.
Yakin wyobrażał aktorskiego Batmana przyszłości w stylu Łowcy androidów (1982), a w roli podstarzałego Bruce’a Wayne’a widział Clinta Eastwooda. Yakin zrezygnował z projektu, kiedy po pierwszej próbie napisania scenariusza on i pozostali pisarze nie znaleźli entuzjazmu, zaś on zdał sprawę, że Batman wcale go nie pasjonuje: „W pewnym momencie się wycofałem, bo zdałem sobie sprawę, że to nie było coś, co naprawdę czułem, że mogę zrobić i co chciałem robić w tamtym czasie. Emocjonalnie nie byłem na to gotowy, więc odszedłem. To był krótki epizod. (...) Myślałem, że to może być ciekawe, ale w trakcie pisania i patrząc na to, w jakim byłem wtedy momencie życia, zrozumiałem, że to jednak nie jest coś, co chciałbym dalej robić”. – wyznał po latach Yakin. Niedługo potem Warner Bros. zrezygnowało z Batmana przyszłości i skupiło się na rozwijaniu Batmana: Roku pierwszego.
Miller wcześniej pracował z Aronofskym przy próbie ekranizacji Ronina (1983–1984), innego komiksu Millera, co sprawiło, że Aronofsky uznał go za odpowiedniego kandydata do pracy nad Batmanem. Projekt został anulowany, gdyż dostarczony scenariusz był brutalny i przeznaczony dla widzów dorosłych, czego studio nie mogło sobie pozwolić. „Było jasne, że przy produkcji dużego filmu o charakterze Batmana i znaczeniu, jakie ma dla Time Warner, będą chcieli, by klasyfikacja wiekowa była określona w pewien sposób. Potrzebowali kategorii PG-13.”– mówił Eric Watson, wieloletni partner produkcyjny Aronofskyego. Wspomnienia Robinova dotyczące doświadczeń z Batmana: Roku pierwszego były zdecydowanie inne i sam projekt w zasadzie nigdy nie posunął zbyt daleko: „Nigdy nie zawarliśmy umowy. Nigdy nie powstał gotowy scenariusz. Projekt nie poszedł dalej, ponieważ intencje tego filmu nie wydały się odpowiednie”.
W miejsce anulowanego Batmana: Roku pierwszego rozpoczęto w 2001 roku prace nad crossoverem Batmana i Supermana pt. Batman vs. Superman. Wolfgang Petersen został zatrudniony do wyreżyserowania projektu i z kolei zaangażował scenarzystę Andrew Kevina Walkera do napisania scenariusza, który później został dopracowany przez Akivę Goldsmana. W tej historii psychicznie złamany Bruce Wayne pięć lat temu porzucił działalność Batmana. Jego bliski przyjaciel, Clark Kent, nadal działający jako Superman, próbuje ułożyć życie po rozwodzie z Lois Lane. Clark pełni rolę drużby na ślubie Bruce’a, podczas którego narzeczona Bruce’a ginie. Bruce obwinia Clarka o jej śmierć. Okazało się, że Lex Luthor Joker sprzysięgli się, by nastawić przeciw siebie obu superbohaterów. Batman i Superman porę się godzą i decydują rozprawić się ze złoczyńcami. Datę premiery planowano na 2004 roku, jednak projekt padł ofiarą sporu di Bonaventury z prezesem i dyrektorem operacyjnym Warner Bros., Alanem F. Hornem, o kierunek, w jakim powinno zmierzać studio. Horn preferował scenariusz autorstwa J.J. Abramsa do niezależnego filmu o Supermanie, Superman: Flyby, który miał być pierwszą częścią planowanej trylogii i rozesłał kopie obu projektów do dziesięciu innych dyrektorów firmy i poprosił ich o opinie. Głosowanie zakończyło się wynikiem 11 do 1 na korzyść Superman: Flyby. Jedynym głosem sprzeciwu był di Bonaventura, który traktując to jako symptom głębszego rozłamu, zrezygnował ze stanowiska we wrześniu 2002 roku.
Wówczas Joss Whedon został poproszony o napisanie i wyreżyserowanie nowej wersji Batmana: Roku pierwszego. Whedon ujawnił, że jego wersja była kameralna i skupiał się na świeżo osierocony Brusie będącym ponurym, zafiksowanym na śmierci dzieciaku. Przełomem był moment, gdzie 12-letni Bruce skutecznie broni dziewczynkę przed prześladowcami w alejce, takiej samej, w jakiej zamordowano jego rodziców i zdaje sprawę, że jest w stanie powstrzymać zło. W opinii Whedona był to „moment, w którym odnajduje cel, zamiast po prostu być przytłoczonym żałobą po śmierci rodziców”. Whedon stworzył nowego złoczyńcę na potrzeby filmu, postać w stylu Hannibala Lectera, którą Wayne odwiedziłby w Azylu Arkham, aby dowiedzieć się czegoś o umyśle przestępcy. Warner Bros. nie zdecydowało się na współpracę z Whedonem. Zamiast tego w styczniu 2003 roku zwrócili się do brytyjskiego scenarzysty i reżysera Christopher Nolana, który właśnie odniósł sukces dzięki filmowi Memento.

### Scenariusz
Christopher Nolan, został zatrudniony przez Warner Bros. do wyreżyserowania niezatytułowanego filmu o Batmanie, a w marcu 2003 roku David S. Goyer podpisał kontrakt na napisanie scenariusza. Nolan oświadczył, że jego celem jest zredefiniowanie filmowej serii o Batmanie poprzez „opowiedzenie historii początków tej postaci, która nigdy wcześniej nie została przedstawiona”. Nolan podkreślił, że człowieczeństwo i realizm będą podstawą tego filmu o genezie bohatera, dodając, że „świat Batmana to świat osadzony w rzeczywistości. To będzie rozpoznawalna, współczesna rzeczywistość, na tle której pojawi się niezwykła postać bohatera”. Goyer powiedział, że celem filmu było sprawienie, by widzowie przejmowali się zarówno Batmanem, jak i Bruce’em Wayne’em.
Goyer i Nolan postrzegali Batmana jako postać romantyczną, a Nolan wyobrażał sobie film wielki, rozległy, przypominający Lawrence’a z Arabii (1962). Chociaż Warner Bros. wymagało, aby film nie otrzymał kategorii R (czyli dla dorosłych), Nolanowi to nie przeszkadzało, ponieważ chciał stworzyć film, który sam chciałby zobaczyć, gdy miał 11 lat. Z powodu ogromnej galerii przeciwników Batmana, gromadzonej od ponad siedemdziesięciu lat, Goyer i Nolan zdecydowali się na wykorzystanie Stracha na Wróble i Ra’s al Ghula jako złoczyńców w filmie, ponieważ obaj ci bohaterowie nie pojawili się wcześniej ani w poprzednich filmach kinowych o Batmanie, ani w telewizyjnym serialu Batman (1966–1968).

### Casting
Była to pierwsza większa rola wówczas nieznanego Jacka Gleesona.  

## Inne utwory

### Gra komputerowa
W 2005 roku Electronic Arts wydało grę na podstawie filmu, stworzoną przez Eurocom. Zadebiutowała ona na konsolach PlayStation 2, Xbox oraz GameCube. Jej fabuła była luźno oparta na historii z filmu.
W zawartości do pobrania gry Lego Batman 3: Beyond Gotham (2014) produkcji Traveller’s Tales pojawiły nawiązania do Batmana: Początku.

## Opinie o filmie
Udany melanż konwencji sensacyjnej z thrillerem psychologicznym